# مايك هاريسون
مايك هاريسون (بالإنجليزية: Mike Harrison)‏ (18 أبريل 1940 في المملكة المتحدة - ) هو لاعب كرة قدم بريطاني في مركز الوسط. لعب مع بلاكبيرن روفرز وتشيلسي ونادي بليموث أرجايل ونادي لوتون تاون ونادي دوفر. توفي يوم 27 يناير 2019 عن عُمرٍ ناهز 79 سنة، في إحدى دور العناية بالمسنين في إسبانيا.

## وصلات خارجية
- مايك هاريسون على موقع قاعدة بيانات كرة القدم.إي يو (الإنجليزية)